# جون هارساني
جون هارساني (بالمجرية: Harsányi János) (29 مايو 1920 - 9 أغسطس 2000) اقتصادي أمريكي، فاز بجائزة نوبل للاقتصاد بسبب انجازاتهِ المهمة وجهوده ودراساته وأبحاثه في نظرية الألعاب ودورها في تطوير الاقتصاد واستخدامها في الفلسفة والسياسية.

## حياته
ولد في بودابست في المجر. التحق بالمدرسة الثانوية اللوثرية في بودابست، التي تخرج منها أيضا جون فون نيومان ويوجين ويغنر الحائزين على جائزة نوبل في الفيزياء عام 1963.
في سنة 1937 فاز بالجائزة الأولى في الرياضيات في المجر على نطاق المسابقة السنوية لطلاب المدارس الثانوية حيث كان جون هارسني يفضل دراسة الفلسفة والرياضيات لكنه اختار الصيدلة وفقا لرغبات والده. درس الصيدلة حتى احتل الجيش الألماني المجر في مارس عام 1944، ثم رُحل من بودابست إلى معسكر الاعتقال النمساوي حيث توفي معظم رفاقه إلا أنه استطاع الهروب من محطة سكة الحديد في بودابست إلى قبو في دير.
انتهت الحرب وعاد إلى جامعة بودابست في عام 1946، من أجل الحصول على درجة الدكتوراه في فلسفة الأحداث في علم الاجتماع وعلم النفس. ترك الدراسات السابقة في الصيدلة، وفي أبريل (1950) عبر الحدود المجرية بشكل غير قانوني إلى النمسا لعدة أشهر ثم انتقل إلى سيدني-أستراليا، وفي 30 ديسمبر (1950) تزوج من آن ماري. وفي (1951) عمل بجامعة غير معترف بها في أستراليا خلال أكثر من ثلاث سنوات حيث كان يدرس الاقتصاد في جامعة سيدني، وفي أوائل عام (1954) أصبح أستاذ الاقتصاد في جامعة كوينزلاند في بريسبين، وفي عام (1956) منح زميله روكفلر فقضى سنتين في جامعة ستانفورد حيث حصل على درجة الدكتوراه الثانية في الاقتصاد وقد استفاد كثيرًا في دراسة الرياضيات والإحصاء خصوصًا نظرية المباريات. التقى كين ارو وجيم وتوبين، أصبح بعدها أستاذ الاقتصاد في جامعة وين في ديترويت. في عام (1964)، أصبح أستاذًا زائرًا في البداية ثم أستاذًا في كلية التجارة في جامعة كاليفورنيا في بيركلي، ومن ثم وزارة الاقتصاد.
كتب مع جون ناش في أربع ورقات مقالة نشرت في الفترة مابين (1950-1953) عن التعاون، وفي عام (1956) أظهرت معادلة رياضية لزوثين وناش للتفاوض وذكر نماذج جبري معايير أفضل استراتيجيات التهديد. في عام (1963) تم تعميم كل من شابلي وناش في التفاوض على حل مع التهديدات المتغيرة. نشر في (1967) و (1968) ورقة تبين كيفية تحويل المبارة مع معلومات غير كاملة إلى معلومات كاملة، وفي عام (1973) جمع مع ناش التوازنات الإستراتيجية "إستراتيجية التوازن الدقيق لمناسبة اختيار عشوائي"، كما نشر عددًا من الأوراق عن الأخلاق النفعية والسلوك الرشيد والتوازن في التفاوض في المباريات الاجتماعية عام (1977)، محاولة لتوحيد نظرية المباريات من خلال توسيع أستخدام نماذج التفاوض التعاونية أيضًا نونكووبيراتيفي الألعاب. له مقالات وكتابين عن الأخلاق والسلوكيات الإجتماعية والعلمية التفسير (1976).
أخيرًا نظرية التوازن العام في اختيار الألعاب (1988) كان عضوًا في الأكاديمية الوطنية للعلوم والأكاديمية الأمريكية للفنون والعلوم في الاقتصاد والمجتمع في 1965-66 كان زميلًا لمركز الدراسات المتقدمة في العلوم السلوكية في ستانفورد، حصل على درجة الدكتوراه الفخرية في العلوم من جامعة نورث ويسترن وتوفي في (9 أغسطس من عام 2000).

## روابط خارجية
- جون هارساني على موقع الموسوعة البريطانية (الإنجليزية)
- جون هارساني على موقع مونزينجر (الألمانية)
- جون هارساني على موقع إن إن دي بي (الإنجليزية)

1. 1 2  Encyclopædia Britannica | John C. Harsanyi (بالإنجليزية), QID:Q5375741
2. 1 2  Brockhaus Enzyklopädie | John Charles Harsanyi (بالألمانية), OL:19088695W, QID:Q237227
3. ↑   http://www.accessecon.com/pubs/VUECON/vu06-w07.pdf. {{استشهاد ويب}}: |url= بحاجة لعنوان (مساعدة) والوسيط |title= غير موجود أو فارغ (من ويكي بيانات) (مساعدة)
4. 1 2   https://www.econometricsociety.org/society/organization-and-governance/fellows/memoriam. اطلع عليه بتاريخ 2023-04-06. {{استشهاد ويب}}: |url= بحاجة لعنوان (مساعدة) والوسيط |title= غير موجود أو فارغ (من ويكي بيانات) (مساعدة)
5. ↑  . وزارة التعليم (الصين) http://www.moe.gov.cn/s78/A22/xwb_left/moe_829/tnull_44386.html. اطلع عليه بتاريخ 2019-04-11. {{استشهاد ويب}}: |url= بحاجة لعنوان (مساعدة) والوسيط |title= غير موجود أو فارغ (من ويكي بيانات) (مساعدة)
6. ↑   http://rajk.eu/en/dijaink/. {{استشهاد ويب}}: |url= بحاجة لعنوان (مساعدة) والوسيط |title= غير موجود أو فارغ (من ويكي بيانات) (مساعدة)
7. ↑  "The Sveriges Riksbank Prize in Economic Sciences in Memory of Alfred Nobel 1994". nobelprize.org (بالإنجليزية).